# Museo del Oro Zenú

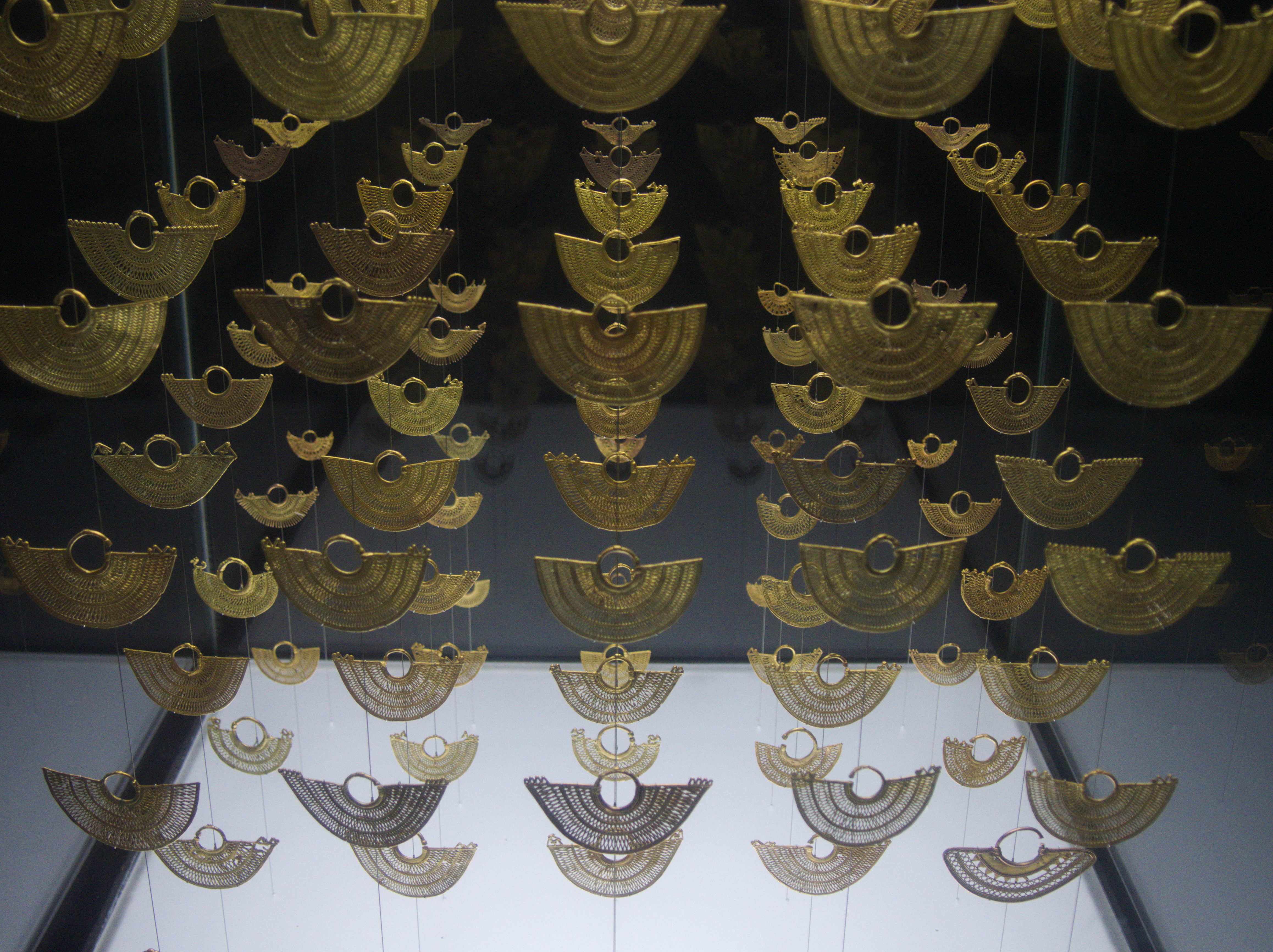
Exponate im Museo del Oro Zenú

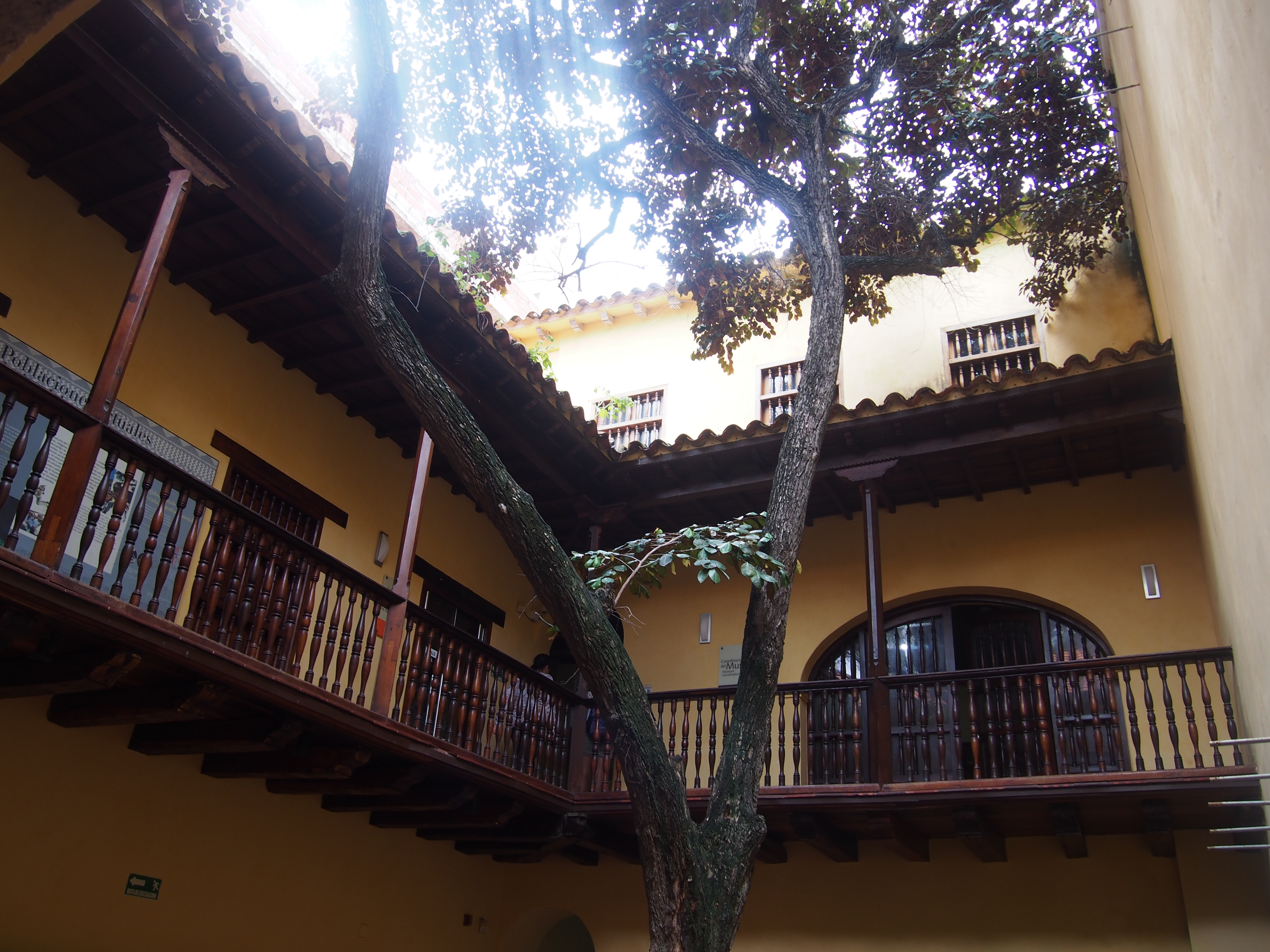
Der Patio des Museumsgebäudes

Das Museo del Oro Zenú (spanisch Zenú-Goldmuseum) in Cartagena de Indias ist ein Völkerkundemuseum in Kolumbien. Es präsentiert präkolumbische Fundstücke, insbesondere des Indianervolks der Zenú, u. a. Goldmünzen und modernen Schmuck. Das Museum befindet sich im ummauerten Sektor des Plaza de Bolívar der Stadt.
Das Museum wurde am 27. März 1982 von der Banco de la República eingeweiht. Es enthält in seinen Räumen eine Sammlung von Gold und Keramik aus den wichtigsten präkolumbischen Kulturen, darunter die schönsten Zeugnisse der Zenú-Kultur. 
Am 20. Juli 1984 wurde es zu einem regionalen Museum für die Zenú-Kultur umstrukturiert. Zur Sammlung von fast 700 Einzelstücken gehören 538 Goldschmiedearbeiten. Nach der Totalrenovierung 2006 präsentiert es insgesamt 902 archäologische Objekte (747 Metall-, 105 Keramik-, 11 Knochen-, 34 Muschel- und fünf Keramikfragmente).